# Rainbow Theatre
Rainbow Theatre (первоначально известный как Finsbury Park Astoria, затем Finsbury Park Paramount Astoria, а затем Finsbury Park Odeon) — здание в северной части Лондона, внесённое в список памятников архитектуры Соединённого Королевства.
Построено в 1930 году как «атмосферный кинотеатр» для проведения развлекательных феерий, включая показ фильмов. Позже он стал обычным кинотеатром, затем музыкальным залом, в качестве которого наиболее известен, а затем случайным местом проведения нелицензированных боксерских матчей. Сегодня здание используется Всемирной церковью «Царство Божие».

## История
Здание было открыто 29 сентября 1930 года как кинотеатр «Finsbury Park Astoria», который был одним из крупнейших в мире. Он располагался на пересечении улиц Айследон-роуд и Севен-систер-роуд. Простой фаянсовый фасад, спроектированный Эдвардом Стоуном, служил фоном для роскошного «атмосферного интерьера». Мавританское фойе с фонтаном, наполненным золотыми рыбками (который сохранился и по сей день), вело в зрительный зал, напоминающий андалузскую деревню ночью. В декабре 1930 года сеть кинотеатров Astoria перешла под контроль Paramount Pictures.
27 ноября 1939 года компания Paramount продала здания кинокомпания Odeon Cinemas, которая отменил все развлечения, кроме фильмов и органных концертов, тем самым разрешив несколько показов фильмов в день. Иногда они проводили оркестровые концерты и варьете, но основным бизнесом был кинотеатр.
В 1956 году руководство кинотеатра совершило замечательный переворот, который ознаменовал медленный переход к рок-площадке. В небольшой подвальной комнате была оборудована сцена со стоячими местами на 20 человек, где исполнители могли взять (единственный и старый) микрофон, заплатив за это «кофе и колой». Популярность этих выступлений быстро возрастала, и за 14 лет там открылось около 40 звёзд, в том числе, Томми Стил. По мере того, как стиль музыкальных представлений менялся от основного номера в программе варьете к рок-концертам с разогревающей группой, а затем с хедлайнерской группой, без каких-либо других развлечений, место проведения всё больше ассоциировалось с хорошей (обычно рок) музыкой, и поскольку эти концерты становились все более прибыльными, количество вечеров, когда вместо фильмов проводились концерты, увеличивалось, и здание стало одной из главных музыкальных площадок в столице.
В 1959 году выступила группа Дюка Эллингтона, а также Cyril Davis All Stars (с Алексисом Корнером и Ники Хопкинсом). С 24 декабря 1963 года по 11 января 1964 года проходило рождественское шоу The Beatles. 31 марта 1967 года состоялся концерт, на котором Джими Хендрикс впервые сжёг свою гитару.
17 ноября 1970 года театр был переименован в «Одеон», а в следующем году он был преобразован в «Rainbow Theatre» (теперь вмещающий 3040 зрителей). 4 ноября 1971 года группа The Who дала первый концерт в новом месте.
Список некоторых исполнителей, выступавших в Rainbow Theatre:
- Фрэнк Заппа и The Mothers of Invention — 10 декабря 1971 года[9].
- Pink Floyd — четыре вечера с 17 по 20 февраля 1972 года в начале своего тура Eclipsed Tour, также 4 ноября 1973 года[10][11].
- Deep Purple — 30 июня 1972 года, благодаря этому концерту они вошли в Книгу рекордов Гиннеса в 1975 году как самая громкая группа в мире[12][13][14].
- Дэвид Боуи — 19 и 20 августа 1972 года во время своего тура Ziggy Stardust Tour[15].
- The Who — 9 декабря 1972 года[16].
- Yes — 15 и 16 декабря 1972 года, эти записи вошли в альбом Yessongs и одноимённый фильм[17].
- Эрик Клэптон выступил с Питом Таунсендом, Стиви Уинвудом, Роном Вудом и другими музыкантами 13 января 1973 года, записи выпущены под названием Eric Clapton’s Rainbow Concert[18].
- Genesis впервые выступили 9 февраля 1972 года, записи изданы в виде концертного альбома Live at the Rainbow[19].
- Black Sabbath — 16 марта 1973 года, записи в альбоме Live at Last[20].
- The Sweet — 21 декабря 1973 года и впоследствии выпустили альбом Live At The Rainbow.
- Queen впервые выступили 31 марта 1974 года в рамках своего тура Queen II Tour. 19 и 20 ноября 1974 года был записан их концерт Live at the Rainbow ’74.
- Tangerine Dream — 26 октября 1974 года.
- Dire Straits — в декабре 1979 года, записи вошли в бокс-сет Live 1978—1992[21].
- Queen выступили в четвёртый и последний раз 14 декабря 1979 года в рамках Crazy Tour.
- Iron Maiden несколько раз выступали в 1980 и 1981 годах.
- Grateful Dead отыграли трехчасовой концерт 6 октября 1981 года.